# 아낙시비아
아낙시비아(Anaxibia)는 그리스 신화에 나오는 아에로페의 딸이다. 플레이스테네스는 펠롭스의 아들이라고도 하고, 펠롭스의 아들인 아트레우스의 아들이라고도 한다. 아낙시비아는 트로이 전쟁의 영웅 아가멤논과 메넬라오스의 누이로서, 스트로피오스와의 사이에서 아들 필라데스를 낳았다. 필라데스는 사촌인 오레스테스가 아버지 아가멤논의 원수를 갚는 일을 도왔으며, 포키스의 왕위를 이었다.